# Liste des pays par intensité énergétique
Ci-dessous se trouve une liste de pays et leur intensité énergétique, ou leur consommation énergétique totale par unité de PIB, tels que publiés par le World Resources Institute en 2003. Ces chiffres sont exprimés en tonnes équivalent pétrole (tep) par million de dollars internationaux constants (référence an 2000).
| Pays                             | Intensité énergétique [tep/M$] |
| -------------------------------- | ------------------------------ |
| Monde                            | 212,9                          |
| Afrique du Sud                   | 265,1                          |
| Albanie                          | 158,2                          |
| Algérie                          | 176,8                          |
| Allemagne                        | 163,9                          |
| Angola                           | 322,6                          |
| Arabie saoudite                  | 448                            |
| Argentine                        | 138,6                          |
| Arménie                          | 191,1                          |
| Australie                        | 208,3                          |
| Autriche                         | 139,1                          |
| Azerbaïdjan                      | 437,2                          |
| Bahreïn                          | 559,4                          |
| Bangladesh                       | 97,9                           |
| Biélorussie                      | 458,9                          |
| Belgique                         | 205,5                          |
| Bénin                            | 301,3                          |
| Bolivie                          | 205,8                          |
| Bosnie-Herzégovine               | 189                            |
| Botswana                         | 120,3                          |
| Brésil                           | 146,1                          |
| Bulgarie                         | 354,7                          |
| Cameroun                         | 222,8                          |
| Canada                           | 293,2                          |
| Chili                            | 166,7                          |
| Chine                            | 231,3                          |
| Chypre                           | 159,6                          |
| Colombie                         | 98,1                           |
| République du Congo              | 30,5                           |
| République démocratique du Congo | 4746,3                         |
| Corée du Sud                     | 238,2                          |
| Costa Rica                       | 101,2                          |
| Côte d'Ivoire                    | 265,3                          |
| Croatie                          | 179,3                          |
| Danemark                         | 133,2                          |
| République dominicaine           | 136,2                          |
| Égypte                           | 201,4                          |
| Émirats arabes unis              | 481,3                          |
| Équateur                         | 221,4                          |
| Érythrée                         | 215                            |
| Espagne                          | 142,5                          |
| Estonie                          | 295,9                          |
| États-Unis                       | 221,7                          |
| Éthiopie                         | 389,9                          |
| Finlande                         | 269,1                          |
| France                           | 170,5                          |
| Gabon                            | 204,5                          |
| Géorgie                          | 244,3                          |
| Ghana                            | 198,7                          |
| Grèce                            | 137,8                          |
| Guatemala                        | 153,3                          |
| Haïti                            | 159,4                          |
| Honduras                         | 202,3                          |
| Hong Kong                        | 91,4                           |
| Hongrie                          | 178,4                          |
| Islande                          | 401,4                          |
| Inde                             | 189,5                          |
| Indonésie                        | 239,3                          |
| Iran                             | 316,1                          |
| Irlande                          | 107,6                          |
| Israël                           | 141,3                          |
| Italie                           | 122,8                          |
| Jamaïque                         | 401,1                          |
| Japon                            | 154                            |
| Jordanie                         | 253,1                          |
| Kazakhstan                       | 539                            |
| Kenya                            | 467,6                          |
| Koweït                           | 481                            |
| Kirghizistan                     | 319,3                          |
| Lettonie                         | 189,6                          |
| Liban                            | 327                            |
| Lituanie                         | 233,7                          |
| Luxembourg                       | 153,7                          |
| Macédoine                        | 222,1                          |
| Malaisie                         | 257,5                          |
| Malte                            | 130,7                          |
| Mexique                          | 180,3                          |
| Moldavie                         | 528                            |
| Mongolie                         | 334,5                          |
| Maroc                            | 96,4                           |
| Mozambique                       | 409                            |
| Namibie                          | 102                            |
| Népal                            | 248,1                          |
| Nicaragua                        | 181,9                          |
| Nigeria                          | 776,6                          |
| Norvège                          | 172,2                          |
| Nouvelle-Zélande                 | 206,4                          |
| Oman                             | 361,6                          |
| Ouzbékistan                      | 1253                           |
| Pakistan                         | 236,1                          |
| Panama                           | 132,3                          |
| Paraguay                         | 155,9                          |
| Pays-Bas                         | 172,4                          |
| Pérou                            | 86,7                           |
| Philippines                      | 127,4                          |
| Pologne                          | 212,2                          |
| Portugal                         | 138,2                          |
| Roumanie                         | 248,7                          |
| Royaume-Uni                      | 141,2                          |
| Russie                           | 519                            |
| Salvador                         | 146,4                          |
| Sénégal                          | 155,1                          |
| Singapour                        | 213,8                          |
| Slovaquie                        | 273,4                          |
| Slovénie                         | 190,2                          |
| Sri Lanka                        | 120,8                          |
| Soudan                           | 266,7                          |
| Suède                            | 216,9                          |
| Suisse                           | 122,3                          |
| Syrie                            | 294,3                          |
| Tadjikistan                      | 486,3                          |
| Tanzanie                         | 783,5                          |
| République tchèque               | 254,4                          |
| Thaïlande                        | 199,1                          |
| Togo                             | 318,2                          |
| Trinité-et-Tobago                | 766,2                          |
| Tunisie                          | 123,3                          |
| Turquie                          | 167,1                          |
| Ukraine                          | 565,9                          |
| Uruguay                          | 94,5                           |
| Venezuela                        | 434,2                          |
| Viêt Nam                         | 227,3                          |
| Yémen                            | 335,9                          |
| Zambie                           | 729,4                          |
| Zimbabwe                         | 374,6                          |

## Intensité énergétique du PIB en parité de pouvoir d’achat dans le monde entre 2006 et 2009

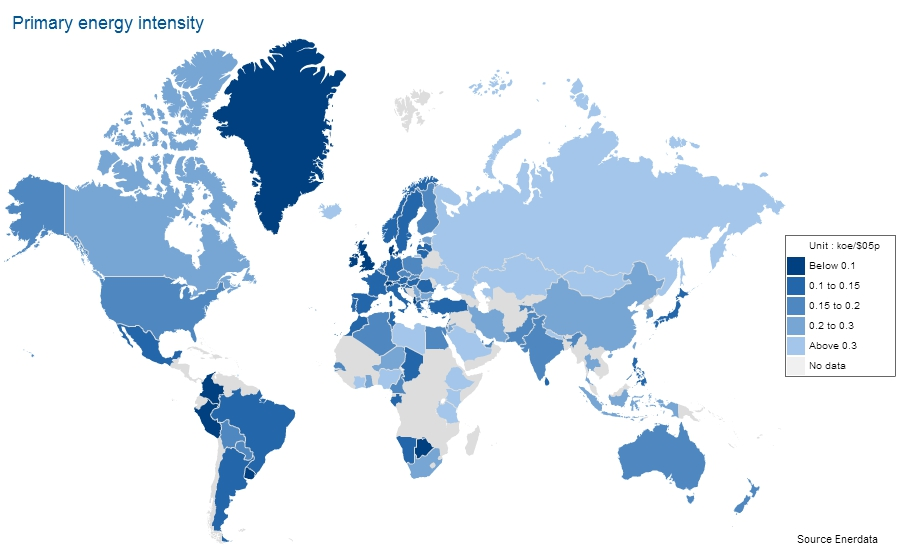
'Intensité énergétique dans le monde en 2009' Chiffres fournis par Enerdata. L’intensité énergétique est également accessible par pays dans l’interface interactive du rapport annuel, en zoomant sur le pays sélectionné.

Ci-dessous sont listées les intensités énergétiques des pays du monde, par continent et par pays. Les intensités énergétiques sont publiées par Enerdata, notamment dans leur rapport statistique 2010 sur l’énergie.
L’intensité énergétique est le rapport entre consommation d’énergie primaire et produit intérieur brut mesuré en dollars US constants en parité de pouvoir d’achat.
En 2009, l’intensité énergétique des pays de l’OCDE est restée stable autour de 0,15 kep/$05p, de 0,12 kep/$05p Qu’est-ce qu’un « $05p » ?[précision nécessaire] pour l’Union européenne et le Japon, et de 0,17 kep/$05p aux États-Unis. Elle est restée nettement plus élevée dans la Communauté des États indépendants (0,35 kep/$05p) et aussi en Afrique (0,25 kep/$05p) et au Moyen-Orient (0,26 kep/$05p). En Asie, l’intensité énergétique a atteint 0,22 kep/$05p. À l’inverse l’Amérique latine a conserve une intensité énergétique relativement faible de 0,14 kep/$05p.

### Progression annuelle de l’intensité énergétique dans le monde
Les chiffres ci-dessous sont exprimés en kilogrammes équivalent pétrole par dollar de 2005 en parité de pouvoir d’achat (kep/$05p) (pour les convertir en tonnes équivalent pétrole/M$ 2005, multiplier par 1 000 les valeurs).
| Pays                | 2006 | 2007 | 2008 | 2009 |
| ------------------- | ---- | ---- | ---- | ---- |
| Monde               | 0,2  | 0,2  | 0,19 | 0,19 |
| OCDE                | 0,15 | 0,15 | 0,15 | 0,15 |
| Europe              | 0,13 | 0,13 | 0,12 | 0,12 |
| UE-27               | 0,13 | 0,13 | 0,12 | 0,12 |
| Belgique            | 0,17 | 0,16 | 0,16 | 0,15 |
| Espagne             | 0,12 | 0,11 | 0,11 | 0,11 |
| Finlande            | 0,22 | 0,21 | 0,2  | 0,2  |
| France              | 0,14 | 0,14 | 0,14 | 0,13 |
| Royaume-Uni         | 0,11 | 0,1  | 0,1  | 0,1  |
| Italie              | 0,11 | 0,1  | 0,11 | 0,1  |
| Pays-Bas            | 0,13 | 0,13 | 0,13 | 0,13 |
| Norvège             | 0,13 | 0,12 | 0,12 | 0,12 |
| Pologne             | 0,18 | 0,17 | 0,16 | 0,15 |
| Portugal            | 0,11 | 0,11 | 0,11 | 0,11 |
| République tchèque  | 0,21 | 0,19 | 0,19 | 0,19 |
| Allemagne           | 0,13 | 0,12 | 0,12 | 0,12 |
| Roumanie            | 0,18 | 0,17 | 0,15 | 0,14 |
| Suède               | 0,17 | 0,16 | 0,16 | 0,15 |
| Turquie             | 0,11 | 0,12 | 0,11 | 0,11 |
| Amérique du nord    | 0,19 | 0,18 | 0,18 | 0,18 |
| Canada              | 0,23 | 0,23 | 0,22 | 0,21 |
| États-Unis          | 0,18 | 0,18 | 0,18 | 0,17 |
| CEI                 | 0,39 | 0,36 | 0,35 | 0,35 |
| Kazakhstan          | 0,44 | 0,42 | 0,43 | 0,45 |
| Russie              | 0,37 | 0,34 | 0,33 | 0,32 |
| Ukraine             | 0,49 | 0,45 | 0,43 | 0,44 |
| Ouzbékistan         | 0,87 | 0,8  | 0,76 | 0,73 |
| Amérique latine     | 0,14 | 0,14 | 0,14 | 0,14 |
| Mexique             | 0,13 | 0,13 | 0,13 | 0,14 |
| Brésil              | 0,14 | 0,14 | 0,13 | 0,13 |
| Argentine           | 0,15 | 0,15 | 0,14 | 0,14 |
| Venezuela           | 0,22 | 0,21 | 0,2  | 0,21 |
| Chili               | 0,15 | 0,14 | 0,14 | 0,14 |
| Colombie            | 0,09 | 0,08 | 0,08 | 0,09 |
| Asie                | 0,23 | 0,22 | 0,22 | 0,22 |
| Chine               | 0,32 | 0,3  | 0,28 | 0,28 |
| Japon               | 0,13 | 0,13 | 0,13 | 0,12 |
| Inde                | 0,21 | 0,2  | 0,2  | 0,2  |
| Corée du sud        | 0,19 | 0,19 | 0,19 | 0,19 |
| Taïwan              | 0,29 | 0,28 | 0,27 | 0,28 |
| Thaïlande           | 0,23 | 0,22 | 0,22 | 0,23 |
| Indonésie           | 0,24 | 0,24 | 0,24 | 0,24 |
| Malaisie            | 0,21 | 0,22 | 0,21 | 0,22 |
| Australasie         | 0,18 | 0,18 | 0,18 | 0,18 |
| Australie           | 0,18 | 0,18 | 0,18 | 0,18 |
| Nouvelle-Zélande    | 0,17 | 0,16 | 0,16 | 0,17 |
| Afrique             | 0,26 | 0,25 | 0,25 | 0,25 |
| Afrique du sud      | 0,31 | 0,31 | 0,31 | 0,31 |
| Nigeria             | 0,4  | 0,39 | 0,38 | 0,36 |
| Égypte              | 0,18 | 0,18 | 0,18 | 0,18 |
| Algérie             | 0,14 | 0,15 | 0,15 | 0,16 |
| Moyen-Orient        | 0,26 | 0,26 | 0,26 | 0,26 |
| Arabie saoudite     | 0,29 | 0,29 | 0,3  | 0,32 |
| Iran                | 0,25 | 0,25 | 0,25 | 0,24 |
| Émirats Arabes Unis | 0,21 | 0,22 | 0,24 | 0,25 |
| Koweït              | 0,21 | 0,21 | 0,21 | 0,24 |

## Sources
- « Data Tables » [archive du 16 mai 2008], Earth Trends, World Resources Institute (consulté le 20 mai 2008) : « Source:International Energy Agency (IEA) Statistics Division. 2006 »

- « World Energy Intensity Data », Enerdata Statiscal Energy Review 2010, Enerdata : « Sources:Enerdata »